# Świdnica Przedmieście
 Świdnica Przedmieście – stacja kolejowa z dworcem znajdująca się w Świdnicy w województwie dolnośląskim.
Budynek stacji powstał w 1898 roku i nosił początkowo nazwę Schweidnitz Niederstadt.
Po 1945 nazwę zmieniano kilkukrotnie najpierw na Świdnica, potem na Świdnica Dolna, Świdnica Dolne Miasto, aż poprzestano na nazwie Świdnica Przedmieście. Dworzec znajduje się przy ul. Jodłowej 33.
Ruch pasażerski był stopniowo likwidowany i ograniczany. Już w 1989 nie kursowały pociągi pasażerskie do Jedliny-Zdroju. Od 2000 r. zaniechano ruchu pasażerskiego w kierunku dworca Świdnica Miasto. Wówczas na Przedmieściu zatrzymywały się jedynie pociągi towarowe. W kierunku stacji Świdnica Kraszowice, a dalej do Jugowic i Jedliny-Zdroju zaprzestano ruchu kolejowego w ogóle, a trasa (Świdnica Przedmieście - Świdnica Kraszowice) została formalnie zlikwidowana. W styczniu 2013 zlikwidowano także kasę towarową.
W latach 2018-2020 usunięto roślinność zarastającą nieużywane perony, zbudowano nowe torowisko i otwarto je dla pociągów transportujących urobek kamieniarski. Docelowo postanowiono, aby stary dworzec Świdnica Przedmieście znowu odprawiał pasażerów. Ponowne uruchomienie połączeń z Wrocławia przez Sobótkę (a więc i przez Świdnicę Przedmieście) nastąpiło 12 czerwca 2022.
Od lipca do września 2022 Świdnica Przedmieście była stacją początkową dla składów Kolei Dolnośląskich wyposażonych w wagony rowerowe, które w wakacyjne weekendy kursowały przez Sobótkę Zachodnią do Wrocławia Głównego.
W sierpniu 2023 PKP S.A. ogłosiło drugą edycję Programu Inwestycji Dworcowych na lata 2024-2030, w ramach którego budynek dworca Świdnica Przedmieście ma przejść w najbliższych latach modernizację. Zakres prac na razie nie jest znany.
Przywrócenie ruchu na niewykorzystywanym od lat odcinku Świdnica Przedmieście - Świdnica Kraszowice (końcowym fragmencie linii kolejowej 285) to jedno z zadań składających się na prowadzony przez PKP PLK projekt Zwiększenie przepustowości i innych parametrów wybranych linii kolejowych. Po wyposażeniu tego szlaku w urządzenia sterowania ruchem kursować miałyby nim zarówno składy towarowe (m.in. transportujące kruszywo z dolnośląskich kopalń czy dowożące nawóz azotowy do znajdującej się w pobliżu Przedmieścia firmy rolniczej), jak i osobowe. W celu lepszej obsługi podróżnych na stacji Świdnica Przedmieście przewidziana jest również budowa drugiego, dwukrawędziowego peronu z dojściem w poziomie torów. Zakończenie prac zakładane jest na grudzień 2025 roku.
Również w 2025 roku planowane jest zagospodarowanie terenu wokół peronu i budynku dworca pod parking, na którym podróżni mogliby zostawiać swoje samochody. Wstępne założenia mówią o co najmniej 50 miejscach postojowych.

## Ruch pasażerski
| Rok  | Wymiana pasażerska na dobę |
| ---- | -------------------------- |
| 2022 | 20-49                      |
| 2023 | 100-149                    |
| 2024 | 100-149                    |